# Lekcja jednotematyczna
Lekcja jednotematyczna (OPL) − technika nauczania stosowana głównie w ramach systemu szkoleń zawodowych. Służy do skutecznego zakomunikowania pojedynczego pomysłu, idei lub procedury w ciągu pięciu do dziesięciu minut na jednej stronie formularza.
Efektywna lekcja jednotematyczna ma następujące cechy:
- wizualnie wspierająca zdjęciem, diagramem lub rysunkiem
- krótka i ukierunkowana
- intuicyjna
- wytworzona i używana w miejscu potrzeb

Rodzaje lekcji jednotematycznej:
- podstawowe umiejętności − wypełnianie luk w wiedzy i umiejętnościach
- kontrola − określenie przyczyn, rozpoznanie i zapobieganie przyszłym zdarzeniom
- bezpieczeństwo − rozpowszechnianie wiedzy na temat przyczyn źródłowych problemów
- poka-yoke − przedstawianie rozwiązań i wagi w zapobieganiu błędom
- wydajność − rozprzestrzenianie udanych pomysłów poprawy
- TPM − wyposażenie członków zespołu w bezpieczne, skuteczne i efektywne wykorzystanie sprzętu, narzędzi i metod